# Hippocampus erectus

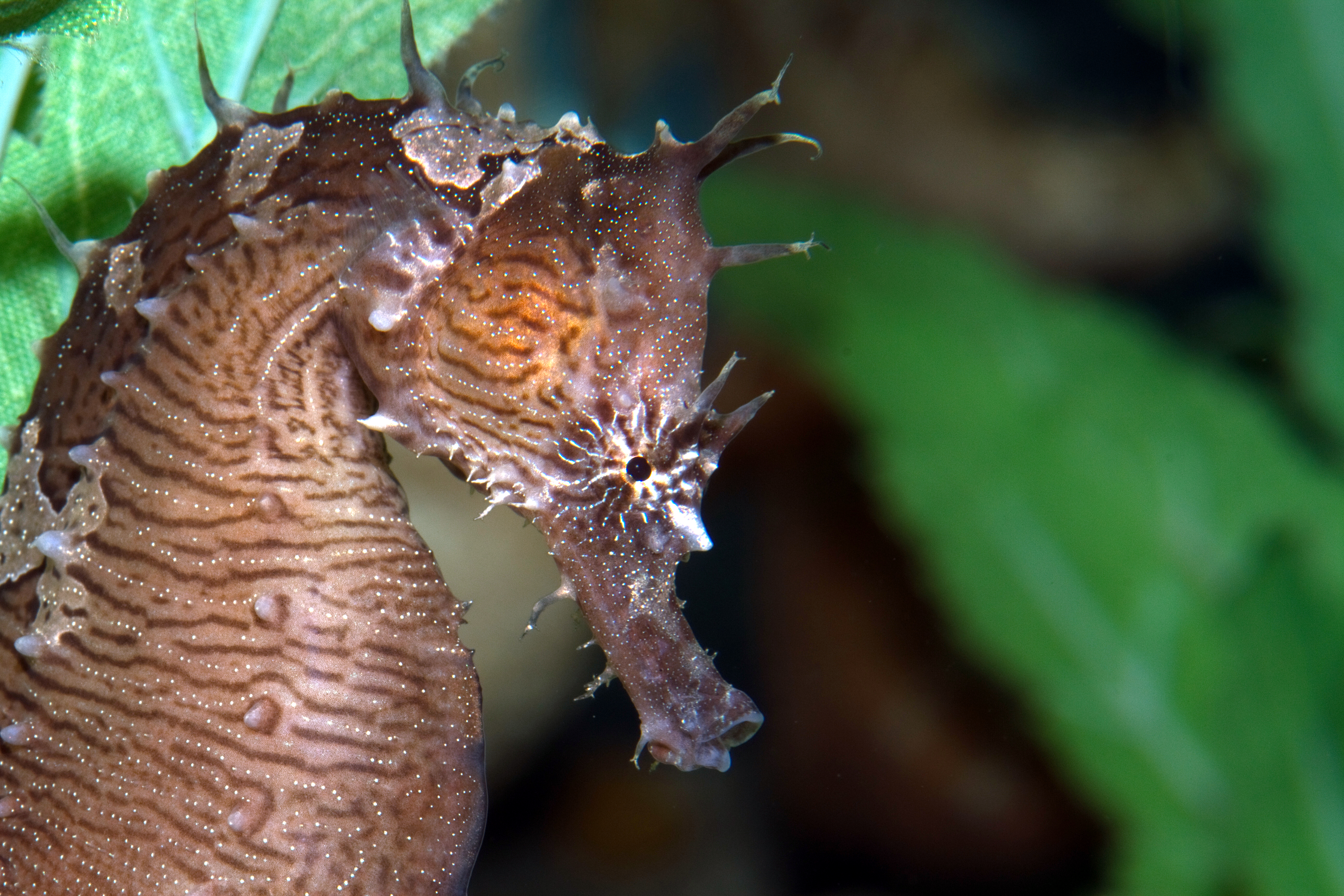
Detalle de la cabeza.

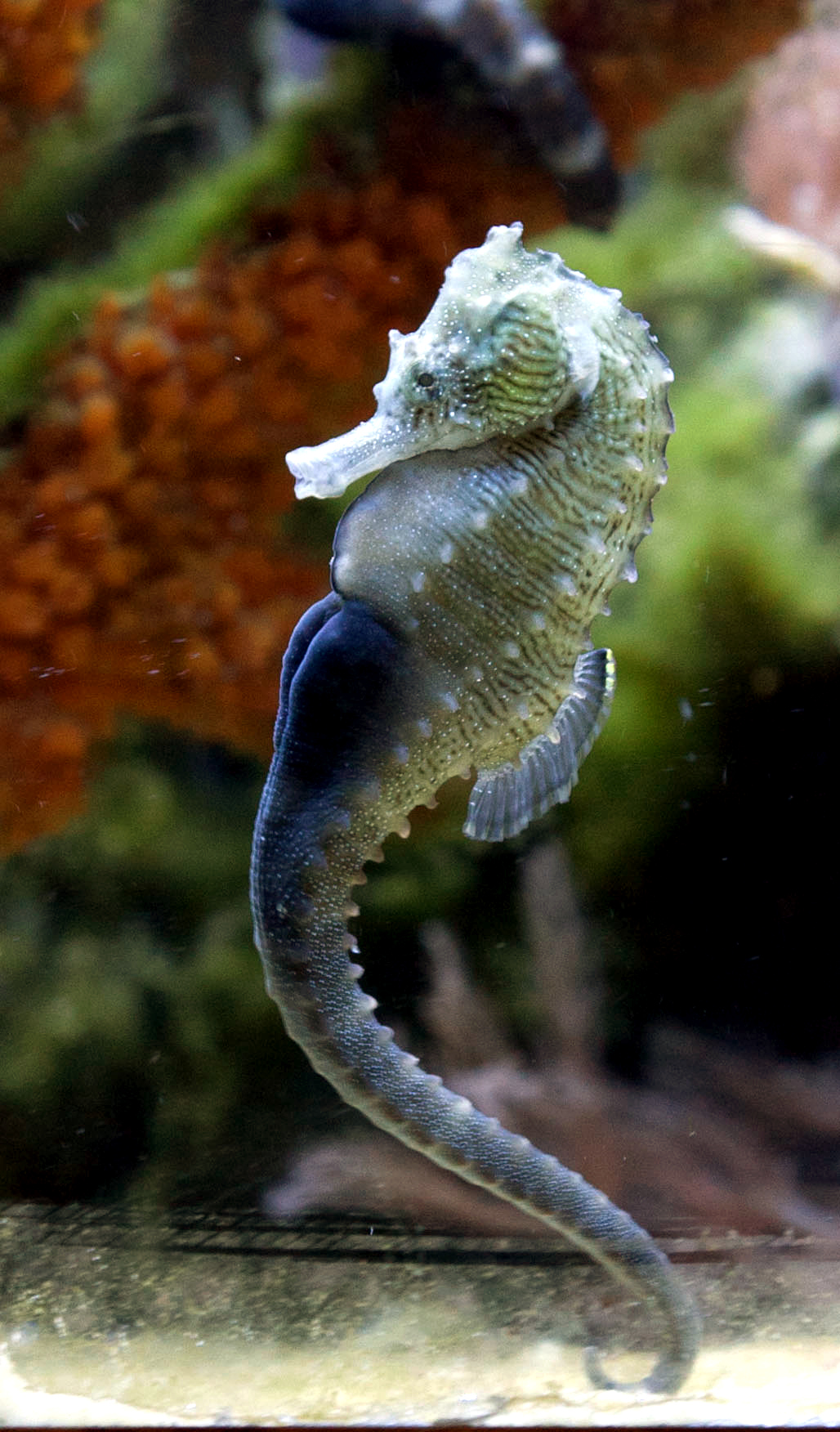
Macho, con huevos en su bolsa incubadora.

Hippocampus erectus, caballito de mar del norte o caballito de mar manchado,  es una especie de pez de la familia Syngnathidae en el orden de los Syngnathiformes.

## Morfología
Los machos  pueden llegar alcanzar los 19 cm de longitud total.

## Distribución geográfica
Se encuentra desde Nueva Escocia (Canadá) y el norte del Golfo de México hasta Panamá y Venezuela.   

## Especies similares
- H. hipocampus es más pequeño; tiene un hocico más corto y está restringido al Mediterráneo y al Atlántico oriental.
- H. reidi tiene un cuerpo más estrecho, una corona redondeada y una cabeza menos profunda.